# بندازاک
بندازاک (انگلیسی: Bendazac) (یا بندازولیک اسید) یک داروی ضد التهابی غیر استروئیدی (NSAID) است که برای درد مفاصل و عضلات به کار می‌رود.